# Lag Spirit
 (août 2022).
Lag Spirit est une association française fondée en mars 2017. Il s'agit d'un club de motards, ayant pour but notamment de combattre le harcèlement scolaire.

## Nom
En suédois, le terme « lag » signifie « équipe », le nom de l'association est donc proche de « esprit d'équipe ».

## Historique
En mars 2017, des membres de la police, de la gendarmerie et des douanes créent à Paris un club qui a pour vocation principale de lutter contre le harcèlement scolaire en montrant aux enfants victimes qu'ils ne sont pas seuls, et, au besoin, en l'accompagnant sur ses trajets.

## Branches régionales
En juin 2025, l'association est divisée en sept « chapitres » régionaux. La branche originelle parisienne se nomme « Original ». Les « Noormannen » correspondent à la branche normande. Les « City of Popes » est la branche vauclusienne, les « Ho-Norr » agissent dans le Nord, les « Ariovistos » en Alsace, les « Solvkysten » en Gironde et enfin les « Svadilfari » dans l'Oise.

## Actions
Face à des comportements de harcèlement scolaire, les Lag Spirit peuvent être contactés et assistent les victimes et leurs familles pour toutes les démarches administratives et pénales, puis, si toutes les démarches restent vaines, ils se déplacent à la sortie des cours, devant l'établissement scolaire pour chercher et escorter l'enfant victime. Le but n'est pas de se confronter directement aux harceleurs mais de donner à l'enfant l'assurance que des adultes sont présents pour l'aider,,.
Outre ces actions médiatisées, le groupe offre un suivi au long terme, incluant un accompagnement juridique, notamment pour porter plainte, une aide à la rédaction de courrier destinés au rectorat, des conseils et un suivi dans la durée,.